# Hochasien

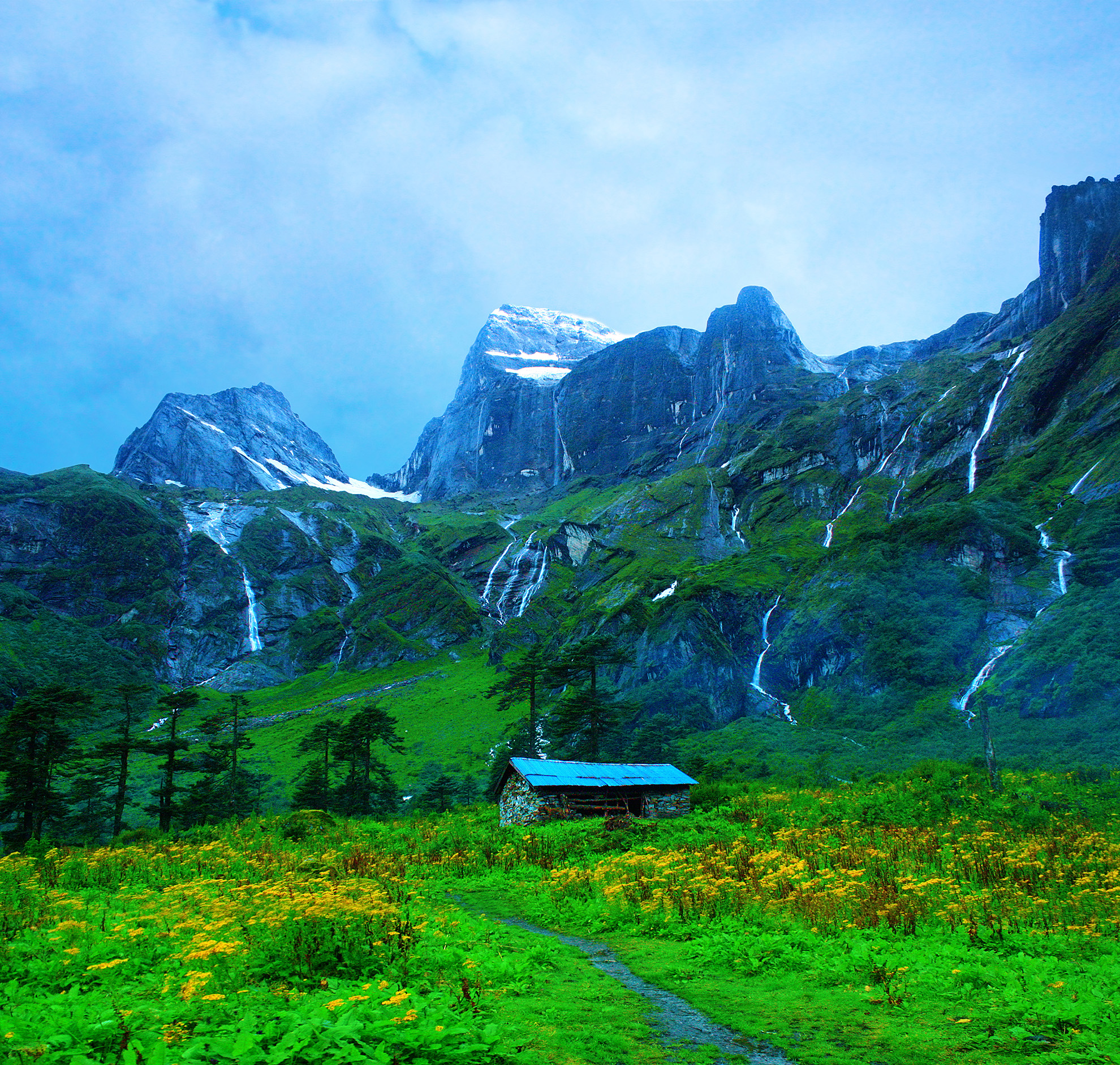
Üppige Vegetation und reichlich Regen im Makalu-Barun-Nationalpark (Himalaya)

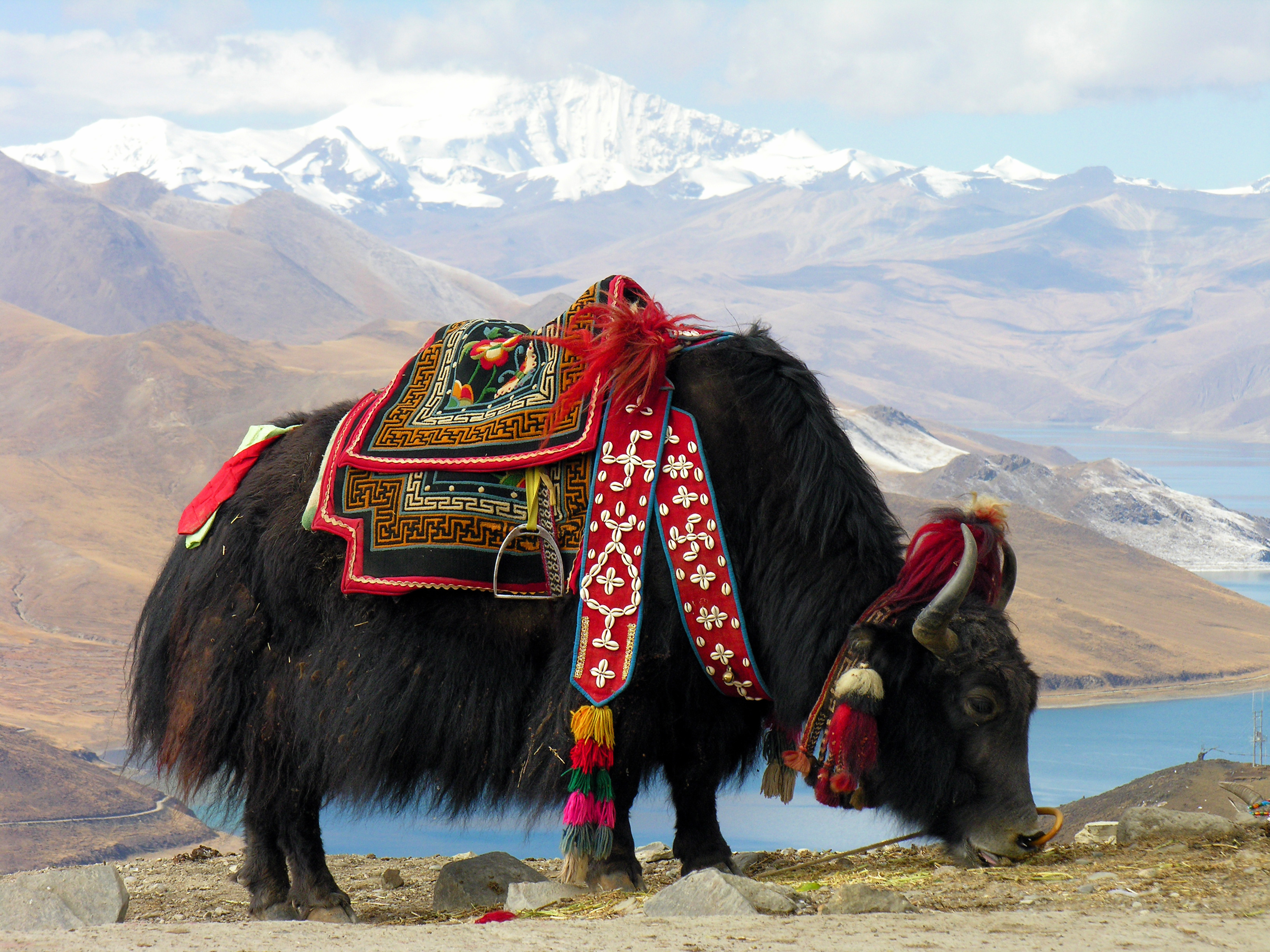
Yak in Tibet: Der weitaus größte Teil Hochasiens ist trocken-karge Hochsteppe

Hochasien (engl.: High Mountain Asia, HMA) ist in den Geowissenschaften ein Oberbegriff für das Hochland von Tibet einschließlich der umliegenden Gebirge und bezeichnet damit die größte und höchste Massenerhebung Asiens und der Erde, in der sich alle Sieben- und Achttausender der Welt befinden.
In der Literatur werden große Teile des südlichen Hochasiens häufig als Hindukusch-Himalaya-Region bezeichnet.

## Begriff
Die Bezeichnung Hochasien, die Mitte des 20. Jahrhunderts geprägt wurde, findet sich eher selten in der Literatur. Sie wird etwa in Meteorologie und Klimatologie verwendet, da hier häufig sehr großmaßstäbliche Einheiten untersucht werden.

## Geographie
Im Gegensatz zur metaphorischen und unterschiedlich verwendeten Bezeichnung „Dach der Welt“ ergibt sich für Hochasien bereits durch die gemeinsame 2500 Meter-Höhenlinie, die im Wesentlichen das gesamte Gebirgssystem umfasst, eine natürliche Begrenzung. Innerhalb dieser Region, die über 3 Millionen km² groß ist, liegt kein Punkt tiefer als 2500 m über dem Meeresspiegel. In den Randbereichen werden zudem unterschiedliche Teile des tiefer liegenden Gebirgsfußes und der niedrigeren Bereiche der nördlichen Gebirgszüge des Tian Shan mit einbezogen. Die größten Abweichungen bei der Festlegung unterschiedlicher Autoren liegen zum einen im Westen beim Hindukusch – der mal ganz, mal nur mit dem östlichen Teil einbezogen wird – sowie im Südosten, wo die weitläufigen Gebirge Süd-Chinas (Yunnan-Guizhou-Plateau) und Myanmars (Shan-Hochland) eine klare Begrenzung erschweren. Statt der kompletten Gebirgssysteme wird häufig eine „Abschlusslinie“ gezogen, die sich an den Höhenlinien orientiert. Je nach Begrenzung ist Hochasien insgesamt von 3,7 bis über 4 Millionen km² groß.
Folgende (übergeordnete) Hochgebirge und Hochebenen gehören zu Hochasien (Nummerierung siehe Karte):
- HKH-Kette (Karte: violett)

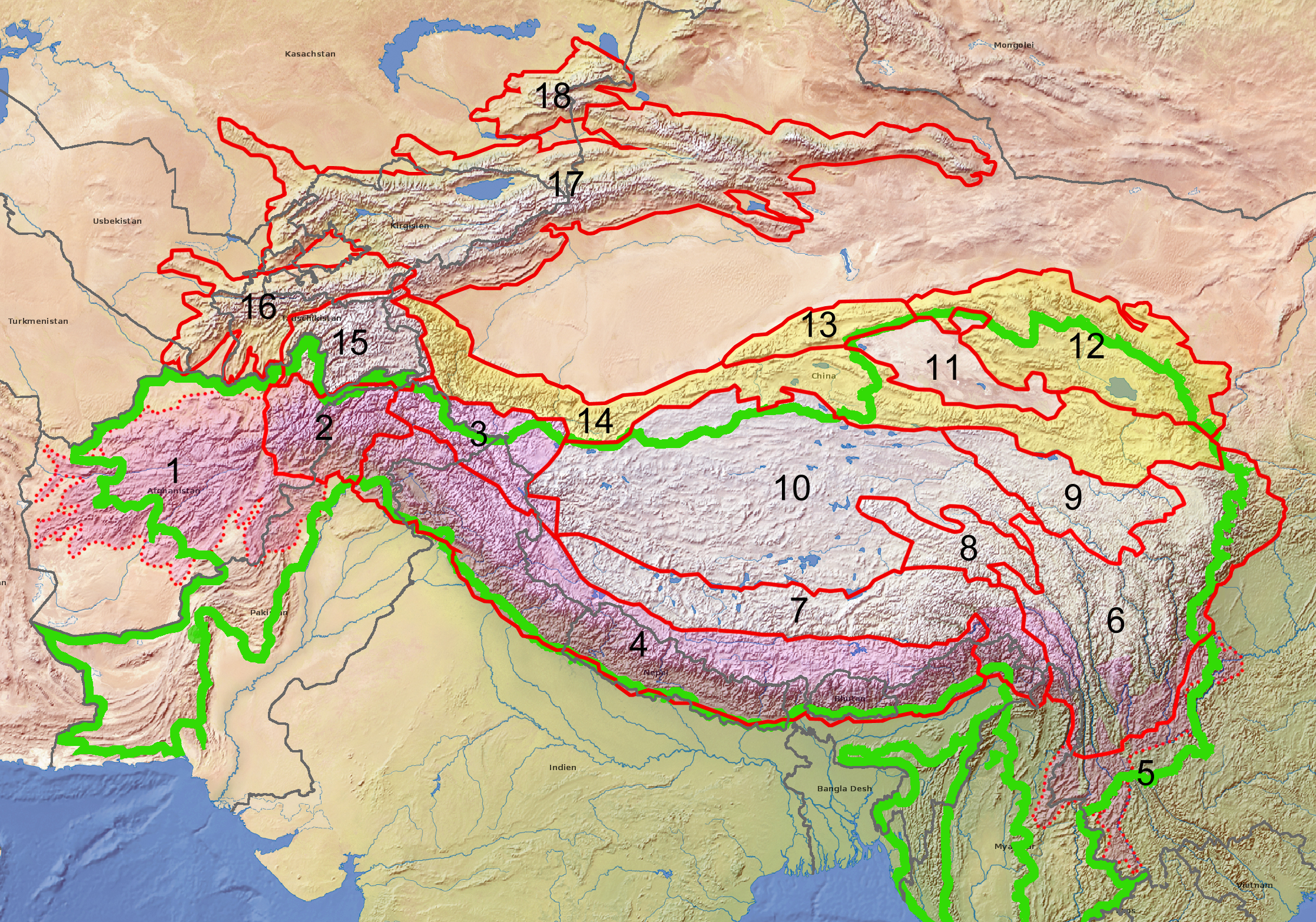
Gliederung Hochasiens

1. Koh-e Baba-Hindukusch (Zentral-Afghanistan – Zuordnung unterschiedlich)
2. Hoher Hindukusch (O-Afghanistan, N-Pakistan)
3. Karakorum (NW-Indien, N-Pakistan China: SW-Tibet)
4. Himalaya (O-Pakistan, N-Indien, China: S-Tibet, Nepal, Bhutan)
5. Ausläufer HKH-Kette (NO-Myanmar, China: W-Yunnan – Zuordnung nach Körner et al.)

1. Hengduan Shan (China: N-Yunnan, W-Sichuan, O-Tibet, S-Gansu)
2. Transhimalaya (China: S-Tibet, NO-Indien)
3. Tanggula-Gebirge (China: O-Tibet, S-Qinghai)
4. Bayan-Har-Gebirge (China: Zentral-O-Qinghai, NW-Sichuan)

- Tibetisches Hochland

1. Changthang-Yarmothang-Hochland (China: Zentral-W-Tibet, SO-Qinghai)
2. Qaidam-Becken (China: NW-Qinghai)

- AQK-Kette (Karte: gelb)

1. Qilian Shan (China: NO-Qinghai, Gansu)
2. Altun (China: SO-Xinjiang)
3. Kunlun (China: S- und SW-Xinjiang)

1. Pamir (SO-Tadschikistan, NO-Afghanistan)
2. Pamir Alai (SO-Usbekistan, SW-Kirgisistan, NW-Tadschikistan)
3. Tian Shan (SO-Kasachstan, N-Kirgisistan, China: Zentral- und W-Xinjiang)
4. Dsungarischer Alatau (O-Kasachstan, China: NW-Xinjiang)

### HKH
Aus geologischer Sicht bilden die südlichen Gebirgszüge Hochasiens ein gemeinsames Orogen, das bisweilen als Hindukusch-Karakorum-Himalaya-Kette (HKH) bezeichnet wird und die markante naturräumliche Grenze zwischen dem indischen Subkontinent und Zentralasien bildet. Die Begrenzungen im Osten und Westen sind dabei uneinheitlich (in der Karte an zwei Helligkeitsstufen erkennbar).
Ebenfalls mit HKH abgekürzt wird die Hindukusch-Himalaya-Region, ein grenzübergreifendes ökologisch-ökonomisches Entwicklungsgebiet der Anrainerstaaten.

### AQK
Auch der Nordrand des tibetischen Hochlandes wird von einigen Autoren als zusammenhängendes Orogen betrachtet, das den beteiligten Gebirgszügen entsprechend Altun-Qilian-Kunlun (AQK) genannt wird.

## Geologie
Hochasien ist Teil der alpidischen Gebirgsbildung im Süden Eurasiens und wölbt sich durch die Nordwärtsbewegung der indischen Platte seit rund 40 Millionen Jahren auf. Noch heute hebt sich die Region am Südrand um mehr als einen Zentimeter pro Jahr. Die Erdkruste ist in Hochasien im Durchschnitt fast doppelt so dick wie im weltweiten Mittel und ragt hier im Schnitt fast 5000 m in die Atmosphäre.

## Klima und Ökologie
Die zentralen Plateaus Hochasiens sind ausgesprochen arid und von Hochlandsteppen und -wüsten mit abflusslosen Becken, endorheischen Flüssen und Seen – zumeist Salzseen und verlandete Salzpfannen – gekennzeichnet. Die äußeren Abdachungen der Randgebirge im Norden sind hingegen semihumid. Im Süden weisen sie humide bis perhumide tropische Gebirgsklimata mit vielfältigem Bewuchs und etlichen Fließgewässern auf, die sich zum Teil extrem tief eingegraben haben: So beträgt etwa der Höhenunterschied zwischen der Talsohle des Indus und dem Gipfel des Nanga Parbat mehr als 5000 m und das Tal Kali Gandaki – das tiefste Tal der Welt – liegt zwischen dem 8167 m hohen Dhaulagiri und dem 8091 m hohen Annapurna.